# Bonyad
Bonyads sind Stiftungen im Iran. Heute existieren etwa 120 bonyads, die einen großen Anteil am iranischen Bruttoinlandsprodukt haben. Nach Angaben der französischen Botschaft im Iran ist die Astana Quds Rezavi mit einem Umsatz von 14 Milliarden US-Dollar im Jahr der größte Grundbesitzer Irans und verantwortlich für die Wallfahrtsstätte von Ali ar-Rida in Maschhad. Die Bonyad-e Mostazafan va Janbazan (Stiftung der Unterdrückten und Kriegsveteranen) macht einen Umsatz von 10 Milliarden US-Dollar im Jahr. Beide Stiftungen unterstehen direkt Seyyed Alī Chāmene'ī.

## Geschichte
Reza Schah Pahlavi, sein Sohn Mohammad Reza Schah Pahlavi und dessen Ehefrau Schahbanu Farah Pahlavi gründeten zahlreich gemeinnützige Stiftungen der öffentlichen Wohlfahrt sowie zur Unterstützung von Wissenschaft, Kunst und Kultur, beispielsweise die Bonyad-e Farhang-e Iran. 
Nach der Islamischen Revolution von 1979 wurden diese Stiftungen entweder aufgelöst oder in neue Stiftungen überführt. Weitere Stiftungen entstanden durch Beschlagnahmungen von Geldvermögen und Immobilien der ehemaligen Oberschicht.
Das iranische Madschles (Parlament) hob 2002 die Steuerfreiheit der bonyads auf.